# Тарбеево (Московская область)
Тарбе́ево — деревня в Сергиево-Посадском районе Московской области, в составе муниципального образования сельское поселение Васильевское (до 29 ноября 2006 года входила в состав Васильевского сельского округа).
Тарбеево расположено примерно в 26 км (по шоссе) на запад от Сергиева Посада, на безымянном притоке реки Имбушки (левый приток Вели), высота центра деревни над уровнем моря — 205 м. На 2016 год в деревне зарегистрировано 3 садовых товарищества.

## Население
| 2002 | 2006 | 2010 |
| ---- | ---- | ---- |
| 3    | ↗6   | ↗14  |